# لیف کوبلت
لیف کوبلت (انگلیسی: Leif Kobbelt؛ زادهٔ ۱۲ دسامبر ۱۹۶۶) یک دانشمند رایانه و استاد دانشگاه آلمانی در رشته علوم رایانه با تخصص در گرافیک رایانه است. از سال ۲۰۰۱ او رئیس موسسه گرافیک رایانه‌ای و چند رسانه‌ای در دانشگاه فنی آخن است.
کوبلت پس از دریافت دیپلم خود در سال ۱۹۹۲ و پی‌آچ‌دی خود در سال ۱۹۹۴ در رشته علوم رایانه از مؤسسه فناوری کارلسروهه، در دانشگاه ویسکانسین-مدیسن، دانشگاه فریدریش-آلکساندر ارلانگن-نورنبرگ و مؤسسه علوم رایانه ماکس پلانک قبل از انتقال به دانشگاه فنی آخن در سال ۲۰۰۱ کار می‌کرد. او در دانشگاه فنی آخن یک گروه تحقیقاتی مشهور بین‌المللی را ایجاد کرد که در نهایت منجر به تأسیس مؤسسه محاسبات بصری در دانشگاه فنی آخن در سال ۲۰۱۵ شد.
علایق تحقیقاتی او شامل بازسازی سه‌بعدی، پردازش هندسه کارآمد، رندر بلادرنگ، ساخت دیجیتال و کاربردهای چند رسانه‌ای است. کوبلت تعداد قابل توجهی مقاله تأثیرگذار در کنفرانس‌ها و مجلات برتر بین‌المللی منتشر کرد. او همچنین به ترتیب به عنوان مشاور، داور و ویراستار برای شرکت‌های بین‌المللی، سازمان‌های تحقیقاتی و مجلات فعالیت می‌کند.
برای تحقیقات خود جایزه هاینتس مایر لایبنیتس در سال ۲۰۰۰، جایزه مشارکت فنی برجسته یوروگرافیک در سال ۲۰۰۴، دو جایزه گونتر اندرل (در ۱۹۹۹ و ۲۰۱۲)، یک کمک هزینه پیشرفته شورای پژوهش اروپا در سال ۲۰۱۳ و جایزه گوتفرید ویلهلم لایب نیتسدر سال ۲۰۱۴ دریافت کرد. او به عنوان عضو انجمن یوروگرافیک (۲۰۰۸) و به عنوان استاد برجسته دانشگاه فنی آخن (۲۰۱۳) نامزد شد. در سال ۲۰۱۵ به عضویت آکادمی اروپا و در سال ۲۰۱۶ به عضویت آکادمی علوم، علوم انسانی و هنر نوردراین-وستفالن درآمد.
لیف کوبلت علاوه بر تدریس در دانشگاه، در انتقال موضوعات علمی به عموم مردم بسیار فعال است.